# میلیچه
میلیچه (به صربی: Miliće) یک منطقهٔ مسکونی در صربستان است که در کرالیفو واقع شده‌است. میلیچه ۲۹۳ نفر جمعیت دارد.